# Jamides paulauensis
Jamides paulauensis är en fjärilsart som beskrevs av Hans Fruhstorfer. Jamides paulauensis ingår i släktet Jamides och familjen juvelvingar. Inga underarter finns listade i Catalogue of Life.